# Boss (videójáték)

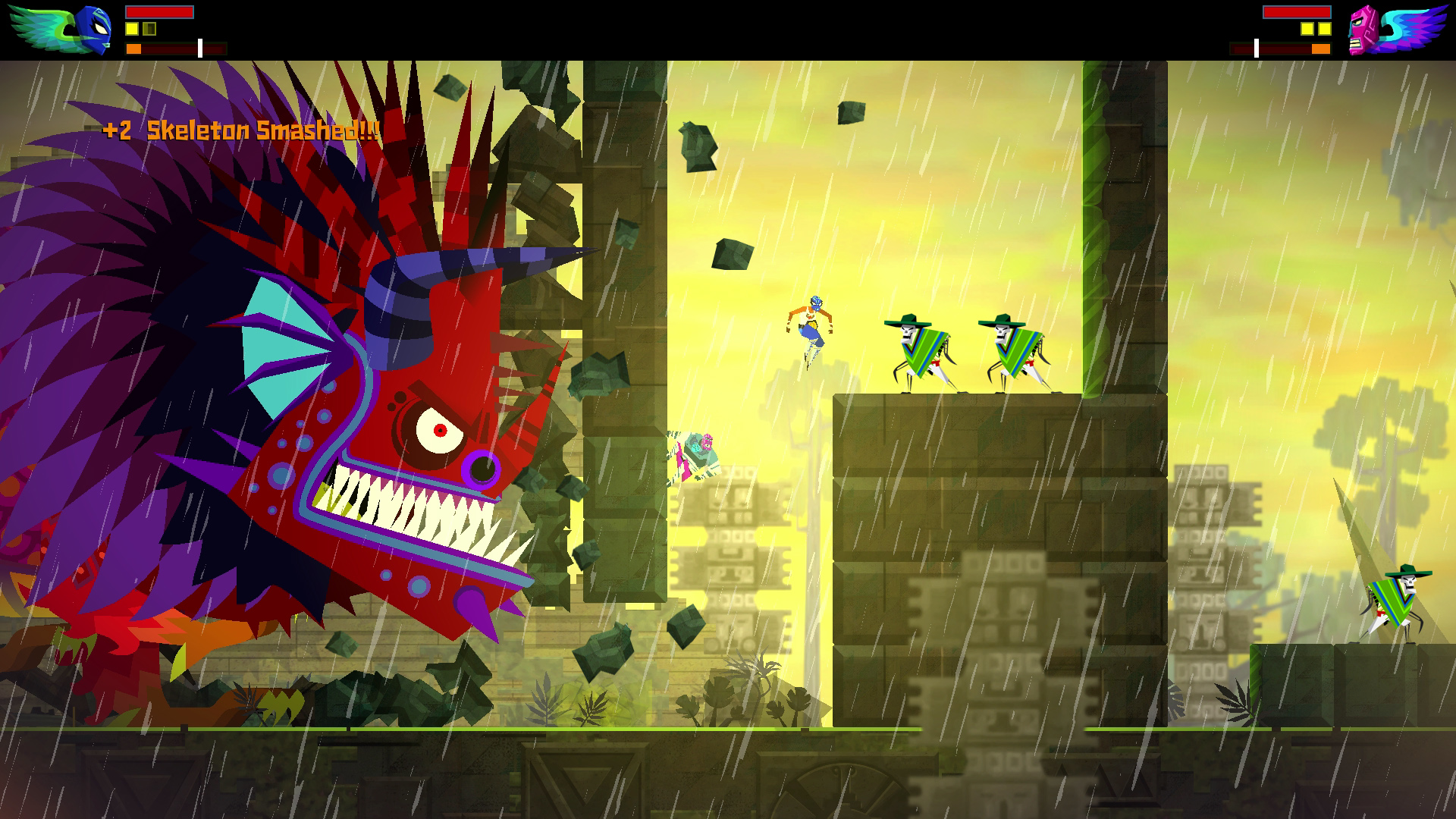
Egy boss harc a Guacamelee-ből! amelyben a játékos karaktereknek (a két luchador-ruhás karakternek) a bal oldalon lévő óriási tomboló lény (boss) előtt kell maradniuk, miközben kikerülik az akadályokat és más ellenségeket

A videójátékokban a főellenség vagy boss egy jelentős erejű, nem játékos karakter, amelyet a játékosok ellenfeleként hoztak létre. A főellenséggel való harcot általában boss fightnak nevezik. A bosssok általában jóval erősebbek, mint a játékosok által a játékban addig a pontig legyőzött más ellenfelek. A boss fightok általában a játék egyes részeinek csúcspontjain, például egy szint vagy szakasz végén, vagy egy adott célpont őrzésénél jelennek meg. A miniboss egy olyan boss, amely gyengébb vagy kevésbé jelentős, mint a fő boss ugyanazon a területen vagy szinten, bár általában erősebb, mint a standard ellenfelek, és gyakran harcolnak velük együtt. A szuperboss (néha „titkos”, „rejtett” vagy „raid” boss) általában sokkal erősebb, mint a játék fő cselekménye során előforduló bossok, és gyakran a velük való találkozás csak opcionális. A final boss gyakran a játék történetének fő antagonistája, és legyőzése általában pozitív befejezést ad a játéknak. A boss rush egy olyan szakasz, ahol a játékosok egymás után több korábbi bossszal is újra szembekerülnek.
Például egy run 'n' gun videójátékban az összes átlagos ellenség használhat pisztolyt, míg a főnök tankkal harcol. A főellenség gyakran nagyobb méretű, mint a többi ellenség és a játékos karakter. A bossokat időnként nagyon nehéz legyőzni megfelelő felkészültség és/vagy a helyes harcmodor ismerete nélkül. A bossok legyőzéséhez általában stratégiára és speciális tudásra van szükség, például arra, hogy hogyan támadjuk meg a gyenge pontokat vagy hogyan kerüljük el a speciális támadásokat.
A bossok a videójátékok számos műfajában gyakoriak, de különösen gyakoriak a történetvezérelt címekben. Az akció-kalandjátékok, a beat 'em up játékok, a verekedős játékok, a platformerek, a szerepjátékos videójátékok (RPG-k) és a lövöldözős játékok esetében különösen gyakoriak a bossok elleni harcok. Kevésbé gyakoriak lehetnek a puzzle játékokban, a kártyás videójátékokban, a sportjátékokban és a szimulációs játékokban. Az első boss fightot tartalmazó videójáték az 1975-ös Dnd RPG volt.
A koncepció új műfajokra is kiterjedt, például a ritmusjátékokra, ahol lehet egy „ boss dal”, ami nehezebb. Az online többjátékos csatamező játékokban a pálya bossának legyőzése általában 2 vagy több játékos csapatmunkáját igényli, de különböző előnyökkel jár a csapat számára, például buffokkal vagy lane push erővel. Néhány játék, például a Cuphead, a Furi és a Warning Forever, a folyamatos boss fightok körül forog.

## Jellemzők
A bossokat általában nehezebb legyőzni, mint a hagyományos ellenségeket, magasabb életpontokkal rendelkeznek, ezért több sebzést képesek elviselni, és általában a szint vagy terület végén találhatók. Míg a legtöbb játékban a bossok és a normál ellenfelek keveréke található, néhány játékban csak normál ellenfelek vannak, néhány játékban pedig csak bossok (pl. Shadow of the Colossus). Egyes főnökökkel egy játék során többször is találkozhatunk, jellemzően váltakozó támadásokkal, és minden alkalommal más stratégia szükséges a legyőzésükhöz. Egy boss fightot az is kihívássá tehet, ha az adott boss az életereje csökkenésével fokozatosan erősebbé és/vagy kevésbé sebezhetővé válik, így a játékosoknak különböző stratégiákat kell alkalmazniuk a győzelemhez. Egyes főnökök tartalmazhatnak kisebb részeket, vagy azokból állhatnak össze, amelyeket a játékosok a harc során elpusztíthatnak, ami előnyhöz juttathat, de nem feltétlenül. Az olyan játékokban, mint a Doom és a Castlevania: Symphony of the Night, egy ellenséget bevezethetnek egy főnöki csatán keresztül, de később megjelenhetnek normál ellenségként, miután a játékosok megerősödtek, vagy lehetőségük volt erősebb fegyvereket találni.
Sok játék a boss fightokat úgy építi fel, hogy a boss különböző fázisokból áll, amelyekben a boss különböző vagy további veszélyeket állít a játékosok elé. Ezt gyakran a boss megjelenésének változása is tükrözi. Erre jó példa az Elden Ring játék főellenségei, például Malenia, Godfrey vagy a Shadow of the Erdtree DLC-ből Promised Consort Radahn.
A harcközpontú játékokban a boss további ellenségeket, erősítéseket, csatlósokat vagy „kiegészítőket” idézhet, hogy a boss oldalán harcoljanak a játékosok ellen, növelve ezzel a bossharc nehézségét. Ezek a további ellenségek elterelhetik a figyelmet a boss fightról, vagy időt adhatnak a bossnak, hogy visszanyerje vagy regenerálja az életerejét, de lehetőséget adhatnak a játékosoknak arra is, hogy visszanyerjék az életerejüket a boss csatlósai által elejtett életerősítőkből és lőszerből. 

## Típusok

### Miniboss

Miniboss a 2015-ös Broforce videójátékban, egy run-and-gun platformerben

A miniboss, más néven „ middle boss”, „mid-boss”, „half-boss”, „sub-boss” vagy „semi-boss”, egy olyan boss, amely gyengébb vagy kevésbé jelentős, mint a fő boss ugyanazon a területen vagy szinten. Egyes minibossok a normál ellenségek erősebb változatai, mint például a Kirby játékokban. Mások lehetnek egy korábbi főnök visszatérő változatai, akik vagy gyengébbek, mint a korábban találkozottak, vagy a karakter vagy a felszerelés fejlődése miatt a játék későbbi szakaszában kisebb kihívást jelentenek. Ilyen például a Castlevania: Symphony of the Night videójátékból Gaibon és Slogra. Más videójáték-karakterek, akik általában miniboss szerepét töltik be, Vile (Mega Man X sorozat), Allen O'Neil (Metal Slug) és Dark Link (The Legend of Zelda sorozatból, bár a Zelda II: The Adventure of Link-ben final bossként jelenik meg).

### Superboss
A szuperboss egy olyan bosstípus, amely leginkább a szerepjátékos videójátékokban fordul elő. Opcionális ellenségnek számítanak, és nem kell legyőzni őket a játék befejezéséhez. Azonban nem minden opcionális főellenség szuperboss. Általában sokkal erősebbek, mint a bossok, akikkel a fő játék cselekménye vagy küldetései révén találkozhatunk. Nehezebbek még a final bossnál is, és gyakran a játékosoknak bizonyos feltételeket kell teljesíteniük a játékban, vagy teljesíteniük kell egy mellékküldetést, vagy az egész játékot, hogy megküzdhessenek a szuperbossal. Az első ilyen szuperboss (vagy titkos főnök) Akuma volt a Super Street Fighter II Turbo játékban, akinek a játékosoknak bizonyos feltételeket kellett teljesíteniük, mielőtt final bossként megjelent volna. A Final Fantasy VII-ben a játékosok választhatják, hogy megkeresik és megküzdenek a Ruby és Emerald Weapons nevezetű ellenfelekkel. Egyes szuperbossok bizonyos feltételek teljesítése esetén átveszik a final boss helyét. Néhány szuperboss különleges tárgyakat vagy képességeket adhat, amelyeket más módon nem lehet megtalálni, és amelyek jelentős előnyhöz juttathatják a játékosokat a játék többi részének végigjátszása során, például plusz tapasztalatot vagy egy rendkívül erős fegyvert. A Borderlands 2-ben „raid bossok” például olyan ritka zsákmányt adnak, ami máshol nem érhető el.  Az online játékok egyes superbossai hatalmas mennyiségű életerővel rendelkeznek, és egy határidőn belül kell legyőzni úgy, hogy sok játékos együtt dolgozik a boss legyőzésén. Ilyen szuperbossokra találhatunk példákat olyan játékokban, mint a Pokémon Go és a World of Warcraft, és általában raidként emlegetik őket. Toby Fox játékaiban, az Undertale-ben és a Deltarune-ban is vannak szuperbossok Sans, Jevil és Spamton NEO formájában. Néhány nagy videójáték-sorozatnak vannak visszatérő szuperbossai, mint például az Ultima Weapon és az Omega Weapon a Final Fantasyban, vagy az Amon klán a Yakuzában. A Minecraftból a Warden is szuperbossnak tekinthető, mivel sokkal nehezebb vele megküzdeni, mint a final bossal, az Ender Dragon-nal. A Minecraftot fejlesztő Mojang azonban kifejezetten kijelentette, hogy a Warden nem arra készült, hogy a játékosok megküzdjenek vele.

### Wolfpack boss
A wolfpack boss olyan ellenségek csoportja, amelyek önmagukban gyengének tűnhetnek, de nagy csoportokban elég erősek ahhoz, hogy bossokká váljanak. Sokféle változatban léteznek, mint például a Chargin' Chuck Swarm, amellyel a Mario & Luigi: Paper Jam-ben találkozhatunk, az Armos Knights a The Legend of Zelda: A Link to the Past-ból  vagy a Battle of 1000 Heartless a Kingdom Hearts II-ből. A legtöbb wolfpack boss fő követelménye, hogy a győzelemhez az egész csapatot le kell győzni. A harc meghosszabbítása érdekében sok wolfpack - különösen a valós idejű harc helyett fordulóalapú harcot játszó játékokban - erősítést hív, hogy pótolja az elvesztett létszámot. Erre példa Astaroth a Diablo IV-ben.

### Final boss
A final boss, végső boss vagy endboss általában a játék végén vagy annak közelében van jelen, és a játék történetének befejezése általában a csatában aratott győzelem után következik. A final boss általában a játék főellensége; vannak azonban kivételek, mint például a Conker's Bad Fur Day, amelyben a final boss az ellenfél idegen háziállata. A final bossok általában nagyobbak, részletesebbek vagy jobban animáltak, mint a kisebb ellenségek, gyakran azért, hogy a találkozás nagyszerűségének és különleges jelentőségének érzetét keltsék.
Egyes játékokban egy rejtett boss, az úgynevezett „igazi” final boss is jelen van. Ezek a bossok csak bizonyos további szintek teljesítése, bizonyos párbeszédlehetőségek kiválasztása, vagy egy bizonyos tárgy vagy tárgykészlet megszerzése után jelennek meg, mint például a Sonic the Hedgehog-sorozatban a Chaos Emeralds, vagy a Metal Gear Solid: Peace Walkerben egy feladatsor elvégzése után. Ezeket a főnököket általában nehezebb legyőzni. Az „igazi” final bossszal rendelkező játékokban a győzelem vagy egy jobb befejezéshez, vagy a rendes befejezés részletesebb változatához vezet. Az „igazi final boss” példái közé tartozik a Radiance a Hollow Knightban és a Moon Presence a Bloodborne-ban.
A „Foozle” kifejezést egy klisés final bossra használják, amely csak azért létezik, hogy a játékosok számára a játék befejezése előtti utolsó problémát jelentse. A Scorpia 1994-ben azt állította, hogy „az összes szerepjátékos videójátékok körülbelül 98%-a a következőképpen foglalható össze: 'Elmegyünk és addig verjük a lényeket, amíg elég erősek nem leszünk ahhoz, hogy elmenjünk Foozle-lel verekedni'”.

### Etimológia
Michael Fahey, a Kotaku munkatársa egy podcastban megjegyezte, hogy a Nintendo Power által használt „boss” kifejezés használata 1988 körül ugrásszerűen megnőtt, és hogy a kifejezésnek nincs egyértelmű, egységes etimológiája. Ugyanebben a podcastban a Kotaku korábbi főszerkesztője, Stephen Totilo azt találgatta, hogy a bossok azért váltak így ismertté, mert „az összes ellenségért felelősek”.

## Fordítás
Ez a szócikk részben vagy egészben  a   Boss (video games) című angol Wikipédia-szócikk ezen változatának fordításán alapul.  Az eredeti cikk szerkesztőit annak laptörténete sorolja fel. Ez a jelzés csupán a megfogalmazás eredetét és a szerzői jogokat jelzi, nem szolgál a cikkben szereplő információk forrásmegjelöléseként.